# Карягин, Венедикт Павлович
Венеди́кт Па́влович Каря́гин (20 марта 1930, Петровское, Моркинский район, Марийская автономная область, Горьковский край, РСФСР, СССР ― 20 ноября 1992, Москва, Россия) — советский и российский учёный-конструктор, доктор технических наук, профессор. Заместитель директора по научной работе НПО имени С. А. Лавочкина, старший научный сотрудник Института радиотехники и электроники АН СССР (1954―1992). Профессор МАИ. Лауреат Государственной премии СССР (1985). 

## Биография
Родился 20 марта 1930 года в селе Петровское ныне Моркинского района Марий Эл в рабочей семье. 
В 1948 году окончил Моркинскую среднюю школу.
В 1954 году окончил Казанский авиационный институт.
В 1954 году направлен в Научно-производственное объединение имени С. А. Лавочкина (Московская область, г. Химки): начальник отдела, заместитель директора по науке, секретарь Учёного совета.
Затем работал старшим научным сотрудником Института радиотехники и электроники АН СССР.
Профессор МАИ.   
Скончался 20 ноября 1992 года в Москве.

## Научная деятельность
В 1990 году ему присвоена учёная степень доктора технических наук.
Был организатором научно-исследовательских работ по обеспечению динамической устойчивости летательных, в том числе космических аппаратов. Организатор кооперации аэродинамических подразделений крупнейших НИИ страны.
Является обладателем свыше 130 авторских свидетельств и патентов на изобретения. 
В 1985 году за исследования атмосферы и ионосферы Венеры с помощью спускаемых аппаратов и спутников планеты ему присуждена Государственная премия СССР. Награждён медалями.

## Награды
- Государственная премия СССР (1985) — за исследования атмосферы и ионосферы Венеры с помощью спускаемых аппаратов и спутников планеты[1]